# Kerakoll
Kerakoll S.p.A. è una società per azioni italiana che produce malte e collanti per l’edilizia, fondata nel 1968 a Sassuolo (MO) da Romano Sghedoni . Con un fatturato di 774 milioni di euro nel 2023, opera in 11 paesi e impiega oltre 2.300 persone. Kerakoll è una Società Benefit certificata B Corp, impegnata nella sostenibilità ambientale e sociale.

## Storia
Nel 1968, Romano Sghedoni fonda Kerakoll a Sassuolo, nel cuore del distretto ceramico modenese. Il nome deriva dalla combinazione di “kera”, dal greco kéramos che significa “ceramica”, e “koll” dal greco kólla, che significa “colla”. L’azienda, infatti, inizia la sua attività nel campo degli adesivi per piastrelle e nel 1970 apre il primo stabilimento produttivo a Sassuolo. Negli anni ‘70, Kerakoll sviluppa H40 Flex, il primo adesivo monocomponente che permette un incollaggio sicuro delle piastrelle in monocottura e grès porcellanato, sia in ambienti domestici che commerciali.
Negli anni '90, l'azienda amplia la propria attività aprendo due nuovi stabilimenti a Sassuolo e avvia la sua espansione internazionale, aprendo le prime filiali commerciali in Spagna e Polonia. Nel 2001 acquisisce Mi.Gra., azienda specializzata nel recupero di residui minerali dalla lavorazione del marmo nelle cave di Carrara.
Nel 2004, Kerakoll apre uno stabilimento in Grecia. Nel 2006 acquisisce le quote di riferimento di Rankover, azienda attiva in Europa nella produzione di pitture decorative ecocompatibili e apre uno stabilimento in India. Nel 2008 iniziano i lavori di costruzione di Kerakoll GreenLab, centro tecnologico per lo studio e lo sviluppo di nuovi materiali per l'edilizia ceh viene inaugurato nel 2013. Nello stesso anno, viene inaugurato un secondo stabilimento in Spagna.
Nel 2010, Kerakoll si posiziona come “The GreenBuilding Company”, dato l’impegno nella produzione di soluzioni per l’edilizia sostenibile. Nel 2014 l'azienda entra nel mercato della decorazione d’interni. Negli anni successivi, Kerakoll effettua diverse acquisizioni strategiche: nel 2015 acquisisce una divisione dell'azienda francese Olin, specializzata in poliuretanici; nel 2017 rileva Tilemaster Adhesive Ltd nel Regno Unito; nel 2018 acquisisce la società brasiliana Cimentolit.
Nel 2021, Kerakoll diventa Società Benefit e si impegna ufficialmente a perseguire obiettivi di impatto positivo per la società e l'ambiente. Nello stesso anno, apre uno stabilimento in Portogallo. Nel 2022, l'azienda presenta la sua prima “Relazione di impatto” per misurare i risultati di sostenibilità del 2021 e acquisisce la maggioranza delle quote di Mi.Gra. (74%). Nel 2023, ottiene la certificazione B Corp e iniziano i lavori di costruzione del nuovo polo produttivo a Sassuolo .
Nel 2023, il Gruppo Kerakoll è presente direttamente in 11 paesi con 20 stabilimenti produttivi, conta oltre 2.300 dipendenti e ha registrato un fatturato consolidato di 774 milioni di euro.

## Le iniziative sociali e ambientali
Kerakoll ha implementato diverse politiche di sostenibilità e responsabilità sociale d’impresa. Nel 2021, l’azienda è diventata Società Benefit per poi ottenere la certificazione B Corp. Diventa così la prima tra i principali attori del settore edilizio a ricevere tale riconoscimento. Il traguardo è una tappa fondamentale nel percorso ESG (Environmental, Social, Governance) del Gruppo.
Sul fronte ambientale, Kerakoll ha adottato sistemi di trasporto intermodale sostenibile, co-progettati con istituzioni pubbliche ed enti ferroviari: gestisce direttamente due tratte ferroviarie per il trasporto di materie prime, al fine di ridurre l’impatto ambientale della logistica. 
Kerakoll ha inoltre partecipato a importanti progetti di restauro e conservazione del patrimonio artistico e architettonico, sia in Italia che all’estero. Tra questi, si annoverano il restauro del Corridoio Vasariano a Firenze e del Colosseo a Roma.

## Progetti
Kerakoll ha fornito materiali per l’edilizia in diversi progetti internazionali e ha collaborato come fornitore tecnico in varie opere architettoniche di rilievo. Tra queste:
- Stadio nazionale di Varsavia e Stadio PGE di Danzica
- Centro Niemeyer ad Aviles, Spagna. Progettista Oscar Niemeyer
- Museo Maxxi a Roma, Italia. Progettista Zaha Hadid
- Stadio nazionale di Pechino, Cina. Progettista Herzog & De Meuron
- Aeroporto Internazionale Indira Gandhi a New Delhi, India. Progettista Studio HOK
- Green Point Stadium a Cape Town, Sud Africa. Progettista GMB Architects
- Auditorium Parco della Musica a Roma, Italia. Progettista Renzo Piano
- World Trade Center a Manama, Bahrain. Progettista Studio WS Atkins & Partners
- Palazzo delle Arti Regina Sofia a Valencia, Spagna. Progettista Santiago Calatrava
- Allianz Arena a Monaco di Baviera, Germania. Progettista Herzog & De Meuron

## Riconoscimenti
Kerakoll ha ricevuto vari riconoscimenti nazionali e internazionali nel corso degli anni:
- nel 2010, Legambiente ha conferito a Kerakoll un riconoscimento nella categoria “Abitare Sostenibile” con il Premio Green Life 2010; [29]
- nel 2011, l’azienda ha ottenuto il “The Tile Association Award” nel Regno Unito per la migliore iniziativa in campo ambientale [30]
- nel 2013, il Presidente della Repubblica Italiana ha assegnato a Kerakoll il “Premio Leonardo Qualità Italia” per l’innovazione dei prodotti e l’espansione internazionale [31]
- nel 2020 e 2022, Kerakoll è stata premiata dal Consorzio Nazionale Imballaggi (CONAI) per l’eco-design degli imballaggi
- nel 2024, Kerakoll è tra i progetti premiati nella categoria Brands&Communication Design  del Red Dot Design Award.